# Mimogmodera truncatipennis
Mimogmodera truncatipennis är en skalbaggsart som beskrevs av Stefan von Breuning 1969. Mimogmodera truncatipennis ingår i släktet Mimogmodera och familjen långhorningar. Inga underarter finns listade i Catalogue of Life.